# Fernandoa abbreviata
Fernandoa abbreviata là một loài thực vật có hoa trong họ Chùm ớt. Loài này được Bidgood mô tả khoa học đầu tiên năm 1994.